# 彷徨
『彷徨』（さまよい）は、全14曲からなる小椋佳の3枚目のオリジナルアルバムである。1972年3月1日にポリドールから発売された。

## 概要
232週間にわたってBEST100入りし、ビートルズの『レット・イット・ビー』、『アビイ・ロード』に次ぐオリコンLPチャート史上歴代3位のロング・セラーとなった。発売元のポリドール発表によると、発売から5年間で100万枚を超える大ヒットとなっている。
本作は、黒版（黒レコード）の生産総合計第2位である（第1位は井上陽水の『氷の世界』）。どちらも多賀英典プロデューサーによる。

## リリース
- 1991年11月1日、ポリドールよりデジタル盤が発売。
- 1994年5月21日、ポリドールより再発。
- 2003年3月19日、ユニバーサル インターナショナルより再発。
- 2006年10月4日、ユニバーサルJより再発。

## 収録曲
作詞・作曲はすべて小椋佳。
SIDE A
1. しおさいの詩
2. 春の雨はやさしいはずなのに
3. 雨が降り時が流れて
4. 木戸をあけて-家出する少年がその母親に捧げる歌-
5. 小さな街のプラタナス
6. 六月の雨
7. この汽車は

SIDE B
1. 白い浜辺に
2. あの人がいってしまう
3. 少しは私に愛を下さい
4. あいつが死んだ
5. 屋根のない車
6. この空の青さは
7. さらば青春（編曲：小野崎孝輔）